# Formica aerata
Formica aerata är en myrart som beskrevs av André Francoeur 1973. Formica aerata ingår i släktet Formica och familjen myror. Inga underarter finns listade i Catalogue of Life.

## Bildgalleri

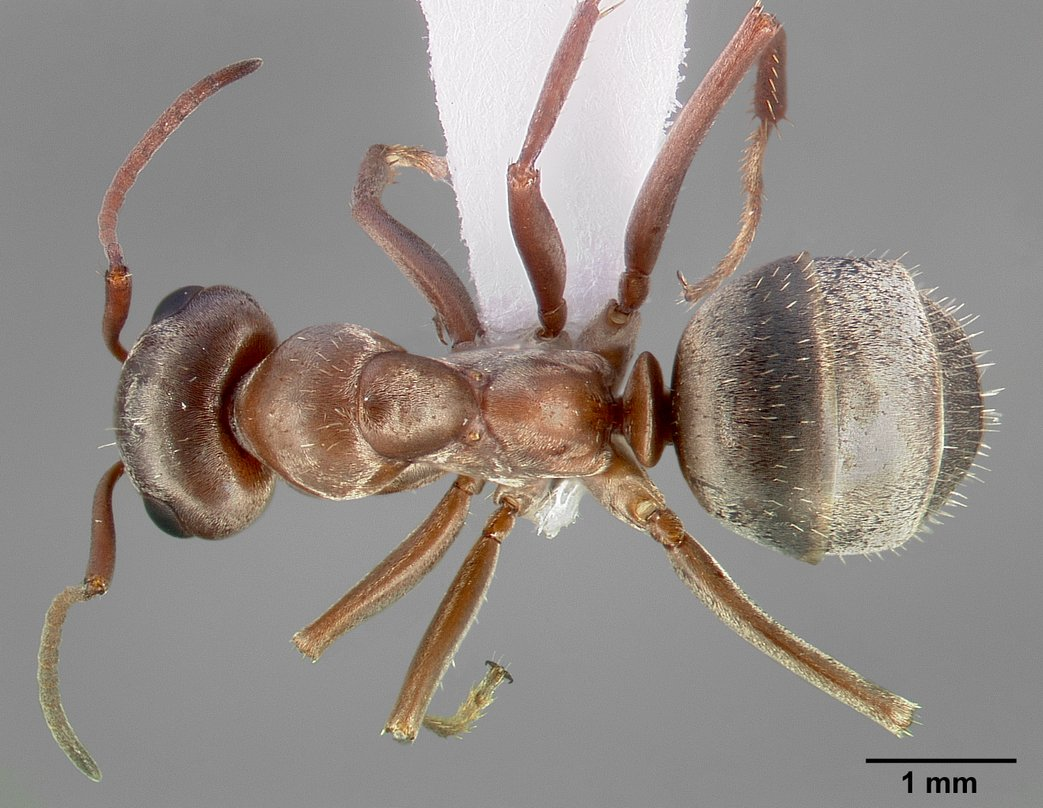
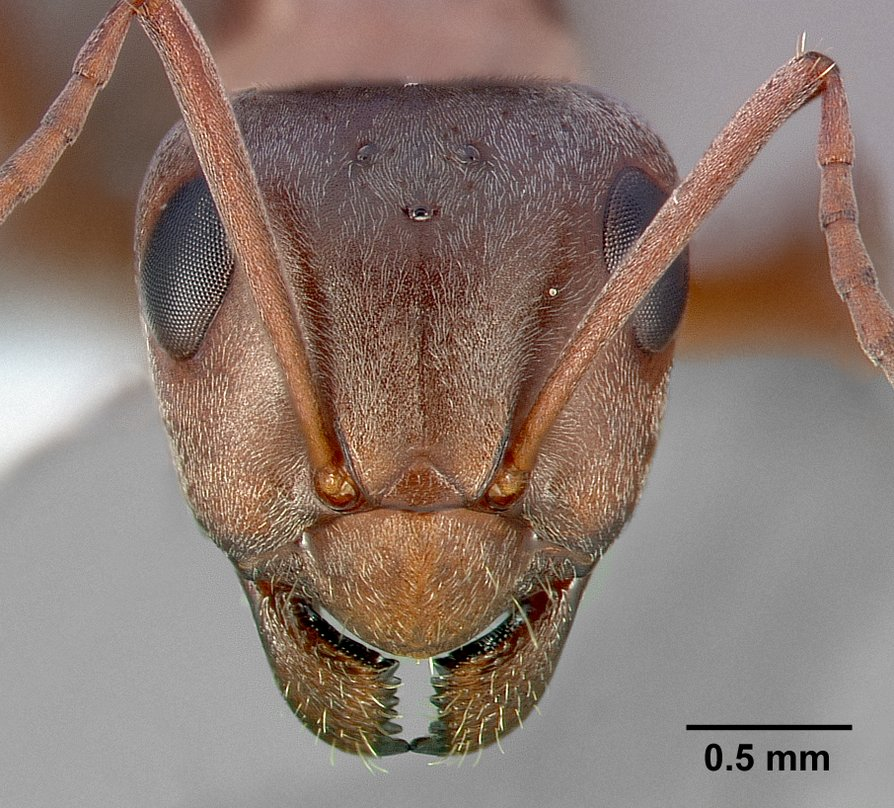
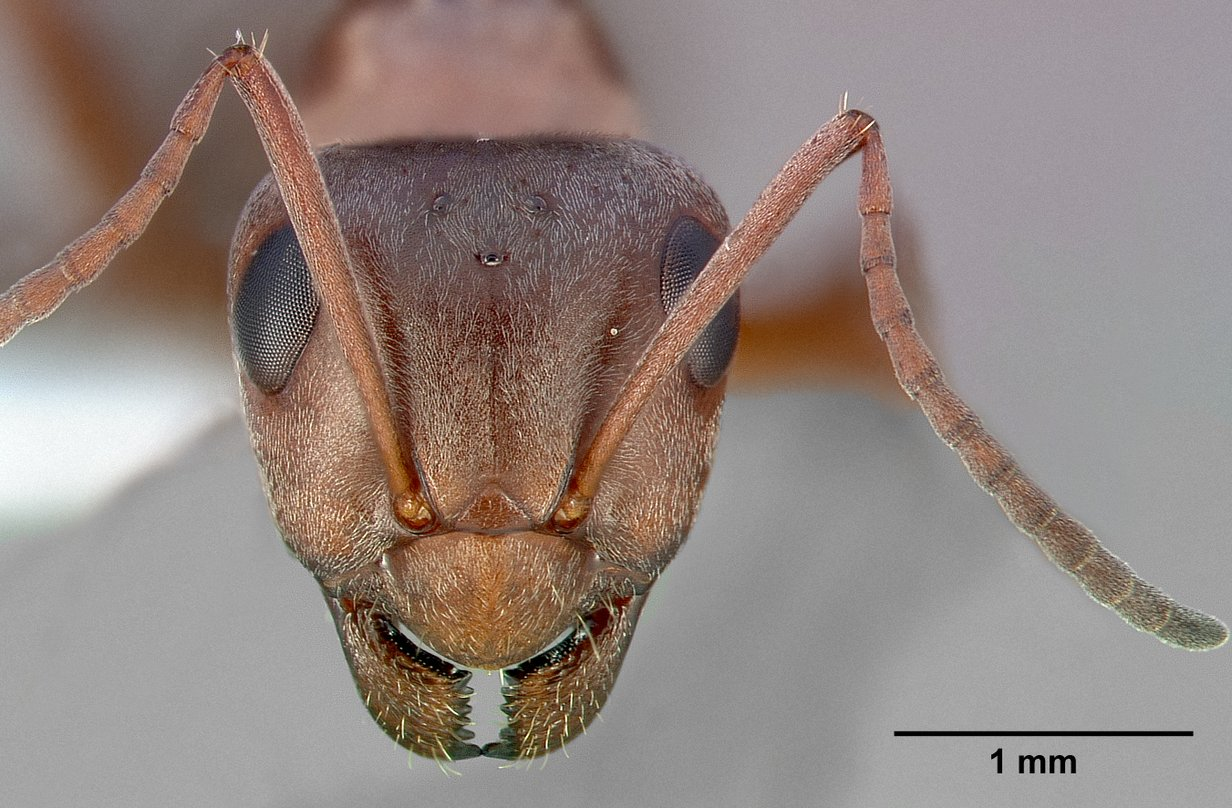
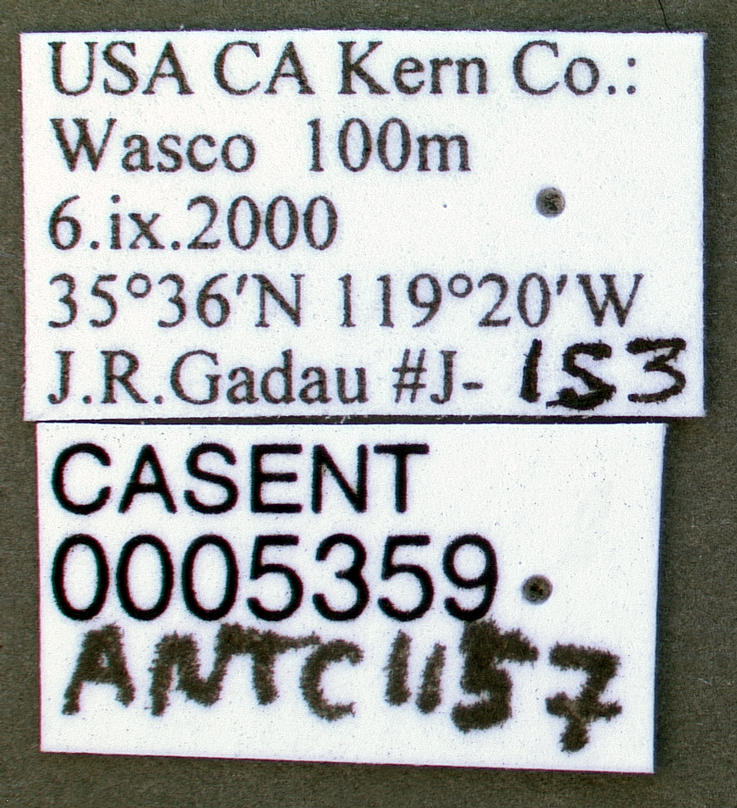
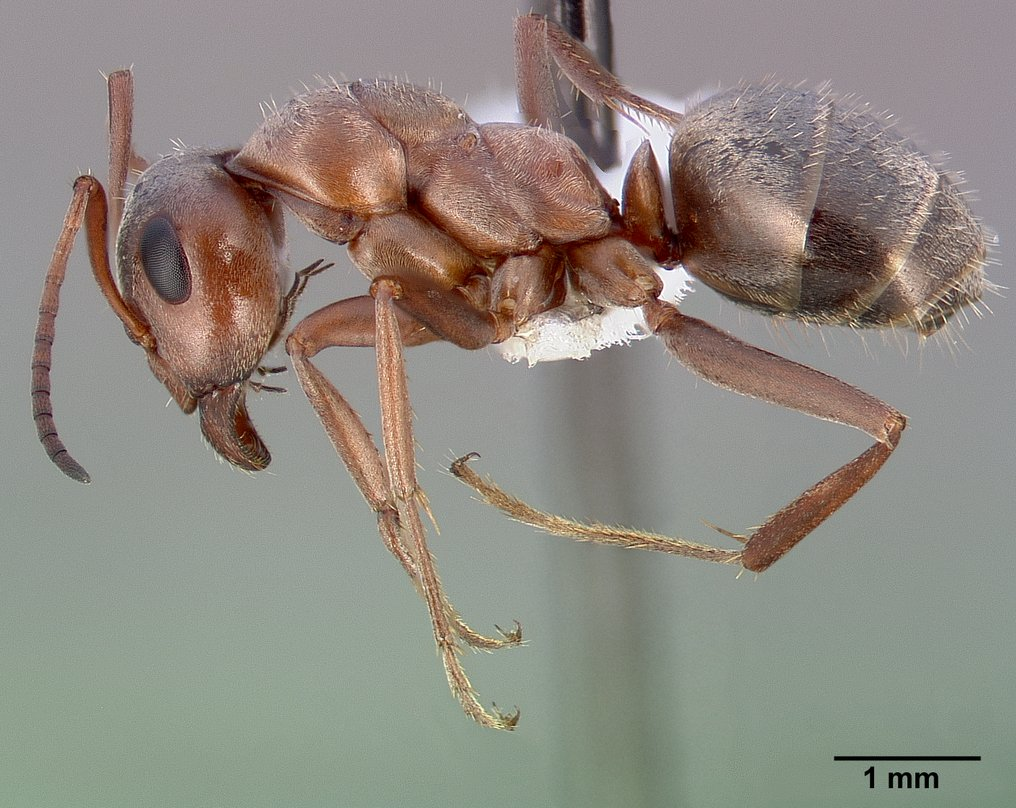